# Segunda Guerra Remensa
A Segunda Guerra Remensa ocorreu, entre 1484 e 1485, no Principado da Catalunha.
Nesse segundo conflito, os rebeldes das remensas foram liderados por Pere Joan Sala, que, durante a Primeira Guerra Remensa foi um dos subcomandantes do exército liderado por Francesc de Verntallat, que desta vez não aderiu à revolta e liderou os remensas moderadas que buscavam uma solução para o conflito por meio da mediação do Rei Fernando II de Aragão.
No dia 24 de março de 1485, a revolta foi derrotada militarmente na Batalha de Llerena, na qual, Pere Joan Sala foi capturado.
Alguns dias depois, Pere Joan Sala foi executado em Barcelona.
Apesar da derrota militar, um ano depois, as situações que davam causa aos conflitos entre remensas e senhores feudais foram definitivamente resolvidas, por meio da Sentença Arbitral de Guadalupe, ditada pelo Rei Fernando II de Aragão.

## Contexto
O Rei Fernando II de Aragão deu continuidade à política favorável aos remensas de seus antecessores, inclusive por gratidão à atuação dos remensas em sua defesa durante o cerco que sofreu, das tropas, enviadas de Barcelona, comandada pelo Conde de Pallars, em "Força Vella" (Girona), quando tinha nove anos.
No entanto, em 08 de outubro 1481, em um contexto em que precisava de recursos financeiros para campanhas militares, o Rei Fernando II de Aragão aprovou as Constituições Catalãs que anularam a sentença interlocutória do Rei Afonso V de Aragão, de 1455, que suspendia os abusos senhoriais. Desse modo, os senhores feudais da Catalunha voltaram a praticar os maus usos senhoriais. Em troca, as Cortes Catalãs fizeram uma doação substancial de recursos financeiros à Coroa de Aragão.
Nesse contexto, como era previsível, os remensas resistiram à restauração dos maus usos senhoriais.
No início de março de 1482, Juan Desvern, um cidadão de Girona, que estava fazendo cobranças de prestações devidas aos senhores feudais pelos remensas do Vale do Amer, foi encontrado morto, na Baronía de Santa Pau, com uma flecha que o atingiu suas costas.
No início de junho, Pere Joan Sala, que, durante a Primeira Guerra Remensa, fora um subcomandante de  Francesc de Verntallat e Joan Serinyá, foram encarcerados em Girona, acusados de seremos autores do assassinato de Juan Desvern, de acordo com instruções do governador da Catalunha, o Infante Henrique de Aragão e Pimentel. Entretanto, eles foram libertados dentro de alguns meses. As autoridades, aparentemente, temiam que a execução desses dois prisioneiros, provocasse um novo levante de remensas .
Por outro lado, os remensas moderados buscaram a mediação do monarca e enviaram à corte dois representantes: Pedro Pi, de San Daniel (Girona) e Juan Serinyá, de Canet d'Adri (este último, apesar do mesmo nomes, era uma pessoa distinta do acusado da homicídio de Juan Desvern).
Numa tentativa de atender às reivindicações dos remensas moderados, no início de 1483, o Infante Henrique de Aragão e Pimentel, então Governador da Catalunha, seguindo as instruções do Rei Fernando II de Aragão, confiou ao Barão de Cruïlles, a missão de chegar a um acordo entre os remensas e os senhores feudais, mas isso não foi alcançado devido à intransigência dos senhores, que estavam relutantes em permitir as reuniões dos remensas.
Após o fracasso da mediação, o Rei Fernando II de Aragão tentou resolver o conflito por meio da salvaguarda, emitida no dia 24 de agosto de 1483, em Córdoba, que autorizava os remensas a reunir-se em assembleias para tentar emancipar-se dos maus usos senhoriais, eleger seus representantes e estabelecer a cota que cada família tinha que pagar para custear as despesas dos representantes e pagar 60.000 florins que os remensas deviam à monarquia, como saldo remanescente de uma dívida de 100.000 florins, acordada em 1455, com o Rei Afonso V de Aragão. Essa salvaguarda teve enorme rejeição entre os senhores feudais e muitos não a respeitaram   .

## O Conflito
Diante da recusa dos senhores feudais em acatar a salvaguarda de 1483 e da insistência em restabelecer os maus usos senhoriais em todos os seus aspectos, os remensas mais radicais, liderados por Pere Joan Sala, deu início a uma nova rebelião.
Pere Joan Sala era natural de Granollers e durante a Primeira Guerra Remensa foi um dos subcomandantes da rebelião liderada por Francesc de Verntallat. 
Em agosto de 1484, foram afixados nas portas da Catedral de Girona uns escritos ameaçadores contra os senhores feudais que exigiam o pagamento de censos e benefícios. Nesse contexto, nobres e eclesiásticos da região solicitaram a intervenção da força pública ao governador da Catalunha Henrique de Aragão e Pimentel.
Em meados de setembro, Henrique de Aragão enviou uma expedição comandada por Gilabert Salbá para perseguir aqueles que haviam publicados escritos subversivos em Girona e em Ampurdán e também para apoiar os senhores feudais na cobrança de censos e outras obrigações dos remensas, incluindo, algumas que eram vistas como maus usos senhoriais.
Quando Salbà chegou a Girona, começou a fazer cobranças contra os remensas, até que, em 22 de setembro de 1484, quando estava no Vale de Mieres, na companhia realizando Veguer de Girona, foi atacado e derrotado por várias centenas de homens comandados por Pere Joan Sala. Em decorrência do ataque, Salbá perdeu um olho e o Veguer de Girona foi feito prisioneiro. Esse foi o marco inicial da Segunda Guerra Remensa.
Essa segunda rebelião não foi apoiada pelos remensas moderados, liderados por Francesc de Verntallat, que foi o líder dos remensas, durante a durante a Primeira Guerra Remensa.
Dois dias após o ataque em Mieres, o governador Henrique de Aragão e Pimentel deixou Barcelona à frente de uma expedição, a qual se juntou o "somatén". Essa expedição demoliu casas de pessoas que supostamente participaram do ataque contra Salbá. No entanto, essa expedição não conseguiu acabar com a rebelião e decidiu voltar para Barcelona, onde chegou em 27 de outubro.
Poucos dias antes, o governador havia recebido uma carta do Rei Fernando II de Aragão, datada de 13 de outubro, na qual expressava sua preocupação pelo ocorrido e o ordenava aplicar um castigo exemplar e a captura de Pere Joan Sala.
Por outro lado, após o ataque, Sala e seus seguidores marcharam para a região de Osona e, após ameaçar Vic, foram para a região de La Selva. Nesse trajeto, mais remensas se juntaram à rebelião. Sala afirmava que o Rei Fernando II apoiava a rebelião, desse modo, os remensas se juntavam à rebelião, dando gritos de: "Viva o Rei".
Além disso, em cada aldeia que se juntava à rebelião, era nomeado um subcomandante a quem, os remensas locais juravam fidelidade e prestavam homenagem.
Depois de La Selva, Pere Joan Sala foi Ampurdán e desse modo, a rebelião se espalhou por todo o nordeste da Catalunha.
No dia 10 de novembro, Pere Joan Sala esteve em Canet d'Adri a frente de um grupo de cerca de 400 remensas de onde partiu para para Torroella de Montgrí, mas falhou na tentativa de tomar esta cidade, a mais importante do Baixo Ampurdán, pois não obteve apoio dos remensas daquela região.
Depois da derrota em em Torroella de Montgrí, Sala retornou para Vic, onde, no início de dezembro, tomou o estratégico Castelo de Anglès (Catalunha), o que lhe deu condições para tentar conquistar Girona.
No dia 14 de dezembro, as tropas comandadas por Salas começaram a atacar Girona, mas os defensores da cidade conseguiram derrotar os atacantes. Então, Sala estabeleceu um acampamento a três quilômetros ao norte da cidade para organizar o cerco à cidade.
Por outro lado, o governador da Catalunha, Henrique de Aragão e Pimentel, enviou uma expedição de 50 soldados a cavalo sob o comando do de Galcerán de Requesens y Joan de Soler para ajudar Girona e derrotar com as tropas de remensas lideradas por Sala, que "estava seduzindo os povos, tomando vilas e castelos, nomeando capitães e fazendo outras coisas indevidas que eram um grande desserviço do rei, e, dessem modo, causando uma grande revolução no referido Principado".
Além disso, Henrique de Aragão escreveu ao Conde de Cardona, que estava nos Pirenéus lutando contra tropas do Conde de Pallars, para enviar tropas para apoiar a expedição de Requesens.
No dia 17 de dezembro, as tropas lideradas por Requesens chegaram a Girona. Essas tropas, em princípio, preferiram não atacar o acampamento das tropas lideradas por Salas, limitando-se a reforçar a defesa de Girona.
Por outro lado, em meados de dezembro de 1484, uma outro foco de rebelião de remensas surgiu em Vic. Esse outro foco, era liderado por Bartolomé Sala, oriundo de Montornès del Vallès e sobrinho de Pere Joan Sala.
Bartolomé Sala falhou na tentativa de tomar Granollers e, depois disso, percorreu áreas nas proximidades de Montmeló e de Montornès del Vallès, onde, no dia 04 de janeiro de 1485, derrotou forças lideradas pelo Veguer Antonio Pedro de Rocacrespa. Essas duas, eram cidades próximas a Barcelona e, desse modo, o movimento tinha condições de interromper algumas vias de acesso à cidade.
Depois, Bartolomé levou suas tropas para Llinars del Vallès, onde intimou os nobres a pararem de cobrar censos e outras obrigações dos remensas. Depois, disso, partiu para Terrassa.
Poucos dias depois, uma carta de Fernando II de Aragão chegou a Barcelona, determinando que se pusesse fim aos dois focos de rebeliões de remensas e que anulou a salvaguarda de 1483.
Depois da vitória em Montornés, Bartolomé Sala agrupor tropas em Caldes de Montbui, lá esperaram a chegada das tropas lideras lideradas por Pere Joan Sala, que chegaram no dia 16 de janeiro. Desse modo, os dois líderes reuniram cerca de de mil homens.
Por outro lado, o governador da Catalunha, Henrique de Aragão e Pimentel, reunia um exército para enfrentá-los, do qual faria parte a bandeira de Barcelona, convocada pelo Conselho dos Cem.
No dia 31 de janeiro de 1485, chegaram a Barcelona algumas cartas do Rei Fernando II de Aragão, oriundas de Sevilha, nas quais ele relatava um acordo que havia assinado, em 12 de janeiro, para encerrar o conflito com os remensas, que havia sido rubricado por nove representantes da facção moderada que haviam se dirigida à corte.
Mas nenhuma das duas partes no conflito aceitou os termos do acordo, então eles continuaram os preparativos para resolvê-lo por meio de armas.
Os integrantes do Conselho dos Cem de Barcelona, declararam que viram tais atos do monarca como que tendentes a gerar a destruição total das leis e liberdades do país e que, portanto, causavam desolação nos moradores de Barcelona e do Principado da Catalunha. Por esse motivo, escreveram ao Rei Fernando II de Aragão, alegando que tal proposta de acordo causou grande dor do Principado da Catalunha.
Por outro lado, Pere Joan Sala também expressou sua posição contrária ao acordo, quando se reuniu, no dia 02 de fevereiro, em Llisá com os representantes dos remensas que assinaram o acordo. Desse modo, no dia seguinte ao encontro, Sala ocupou e saqueou Granollers, matando varias pessoas e obrigando seus habitantes mais abastados pagar uma considerável quantia de dinheiro para manter seus gastos com a guerra.
Como uma as estradas nas proximidades de Barcelona havia sido atacada, o Conselho dos Cem recrutou um exército e colocou a cidade em estado de defesa caso houvesse distúrbios internos em apoio aos insurgentes. Quase ao mesmo tempo, o governador da Catalunha Henrique de Aragão e Pimentel reuniu os três ramos do Principado e o Conselho Geral da Catalunha para enfrentar a situação.
No dia seguinte, 8 de fevereiro, chegaram em Barcelona, as tropas do Conde de Cardona e seu filho, o condestável de Aragão , para se juntar ao exército real.
Por sua vez, os remensas continuaram sua campanha na região de Vallés, onde tomaram Sabadell e Terrassa, e, depois foram para o Baix Llobregat, onde atacaram atacando Esparraguera e Martorell. Pouco depois, enquanto Pere Joan Sala estava na região de Girona, seus subordinados atacaram um castelo estratégico perto de Terrassa, que pertencia a um cidadão de Barcelona.
Este ataque fez com que Henrique de Aragão convocasse o Conselho Real no qual se decidiu que sairia de Barcelona uma expedição militar composta por 200 cavaleiros e 700 soldados sob o comando do Condestável de Aragão.
No dia 1 de março essa expedição saiu de Barcelona em direção a Sabadell, que foi tomada no dia 2, entretanto, no dia seguinte o exército real falhou em sua tentativa de recuperar Terrassa e recuou para Sabadell, de onde partiu para Granollers, que conseguiu ocupar em 4 ou 5 de março. Quando as forças de Sala tentaram recuperá-la dias depois, foram derrotadas em 9 ou 10 de março pelas tropas reais.
Após a derrota de Granollers, Pere Joan Sala conseguiu reconstruir suas forças e em 22 de março atacou Mataró, que como Granollers era por onde passava uma das estradas que iam para Barcelona. Nesse contexto, o exército real sob o comando do Condestável de Aragão, foi para Mataró. Esse exército foi reforçado pela Bandeira de Barcelona comandada por Jaime Destorrent.
Entretanto, quando chegaram em Mataró, as forças de Sala, após realizar saques, já haviam marchado de volta para a região de Vallés, seu objetivo era derrotar as tropas monarquistas que cercavam Terrassa.
No dia 24 de março, o Condestável de Aragão foi informado de que Sala estava atacando Llerona, um povoado situado ao norte de Granollers, e decidiu ir para lá em marcha acelerada.
Desse modo, chegou em Llerona, na tarde do mesmo dia e, imediatamente, houve um combate feroz entre os dois exércitos, que resultou em uma decisiva vitória das forças monarquistas que conseguiu fazer centenas prisioneiros, dentre eles: Pere Joan Sala, que, quatro dias depois, foi executado, decapitado e esquartejado em Barcelona. Sua cabeça foi pendurada no "Portal Nou" da cidade   .

## Consequências
Após a vitória na Batalha de Llerona, as forças monarquistas desencadearam uma forte repressão os remensas rebeldes, inclusive, proibindo-os de portar armas. Entretanto, os rebeldes continuaram atuando nas regiões montanhosas. Além disso, continuou a existir uma forte tensão nas regiões vizinhas a La Selva.
Nesse contexto, Requesens recebeu instruções de Fernando II de Aragão para buscar um acordo com os remensas que resultasse numa pacificação definitiva. Por isso, no dia 1 de abril, autorizou que os remensas se reunissem em uma assembleia em Madremanya, onde os presentes concordaram em depor as armas e discutir a proposta de acordo do monarca .